# Adrian Mole
Adrian Albert Mole (2 de abril de 1967) é um personagem fictício e protagonista de uma série de livros escritos por Sue Townsend. O personagem apareceu pela primeira vez como “Nigel” Mole numa peça da Rádio 4 da BBC em 1982. Os livros são escritos na forma de diário com algum conteúdo adicional como correspondências. Os dois primeiros livros atraíram muitos leitores pelo tratamento realista e bem-humorado da vida íntima de um garoto adolescente. Ele também capturou algo do zeitgeist vivido no Reino Unido durante o regime da Primeira-Ministra Margaret Thatcher.

## Temas
A série aborda dois temas principais. O primeiro livro concentra-se nos desejos e ambições da vida de Adrian (casar-se com sua namorada adolescente, publicar suas poesias e romances, obter estabilidade financeira) e seu fracasso ao tentar atingi-los. O livro satiriza as pretensões humanas, especialmente as pretensões dos adolescentes nos dois primeiros livros.
O segundo tema aborda a decepção com a situação política e social no Reino Unido, com uma referência particular à esquerda política nos anos 1980 nos três primeiros livros. Por exemplo, o divórcio dos pais de Adrian em um período que isso era raro. Sua mãe tornou-se uma feminista incondicional e brevemente juntou-se militantes da Greenham Common. Pandora, o interesse amoroso de Adrian, e seu pais fazem parte da intelectualizada e esquerdista classe média que tentam abraçar a classe trabalhadora.
O humor surge do trabalho externo da maioria das forças sociais através de um pai de família comum em uma parte comum do centro da Inglaterra.
Os dois últimos livros mudam para direções quase imperceptíveis, mostrando Adrian como um adulto em diferentes ambientes. Eles são mais focados na sátira política do novo Partido Trabalhista (Reino Unido) e, no último livro, a Guerra do Iraque. O livro de entrevistas Adrian Mole: The Wilderness Years mistura estes temas com eventos como a Guerra do Golfo parecendo para o ingênuo e frustrado ponto de vista político de Adrian melhores do que as representações do desemprego e do corte dos gastos públicos, duas das maiores questões políticas da época.
De acordo com os eventos políticos, ocorrem vários alardes por parte da mídia que fazem com que Adrian tire suas próprias conclusões sobre de declarações que são conhecidas por serem enganosas partindo desde a crença nos diários de Hitler até as armas de destruição em massa do Iraque.

## Lista dos livros da série
- O diário secreto de um adolescente (1982)
- Adrian Mole na Crise da Adolescência (1985)
- As Confissões Secretas de Adrian Mole (1989)
- Os Anos Amargos de Adrian Mole (1993)
- Adrian Mole na Idade do Cappuccino (1999)
- Adrian Mole E As Armas De Destruição Em Massa (2004)
- Os Diários Perdidos De Adrian Mole, 1999-2001 (2008)